# Gary Player
Gary Player, né le 1er novembre 1935 à Johannesbourg, est un golfeur sud-africain considéré comme l'un des meilleurs de l'histoire de ce sport. Professionnel en 1953, il est l'un des six golfeurs à avoir remporté les quatre tournois majeurs (neuf victoires au total)  : le Masters (1961, 1974 et 1978), l'Open américain (1965), l'Open britannique (1959, 1968 et 1974) et le Championnat de la PGA (1962 et 1972). Il a été le premier non-américain à remporter le Masters et a composé avec les Américains Jack Nicklaus et Arnold Palmer un triumvirat que la presse américaine des années 1960 surnomma "The Big Three".

## Biographie

### Enfance et débuts
Gary Player, né à Johannesbourg (Afrique du Sud), est issu d'un milieu pauvre, il est le plus jeune des trois enfants d'Harry et Muriel Player (l'un de ses frères Ian Player est un partisan de la protection de l'environnement renommé notamment pour la sauvegarde des rhinocéros). À l'âge de huit ans, il perd sa mère atteinte d'un cancer. Bien que son père se trouve souvent loin du foyer familial en raison de son travail de mineur, ce dernier réussit à obtenir un prêt pour financer l'équipement de golf de son fils. Gary commence donc assez tard le golf (dont il suit les compétitions à travers les journaux, notamment les performances de son idole Ben Hogan) sur le parcours de « Virginia Park Golf » en devenant l'assistant du pro Jock Vervey dans un pays où le golf est encore un sport réservé (aux riches et aux blancs). À seize ans, il annonce son souhait de devenir le meilleur golfeur du monde et passe professionnel l'année suivante.
Il se marie avec Vivienne (fille de Jock Vervey) le 19 janvier 1957, quatre ans après ses débuts comme professionnel. Avec elle, il aura six enfants : Jennifer, Marc, Wayne, Michele, Theresa et Amanda (il a aujourd'hui 22 petits-enfants). Au début de sa carrière, il voyageait de tournoi en tournoi en compagnie de toute sa famille, accompagné d'une nurse et d'une institutrice. Son fils ainé Marc s'occupe de son père dans les activités commerciales comprenant l'architecture des parcours de golf.

### Carrière de golfeur

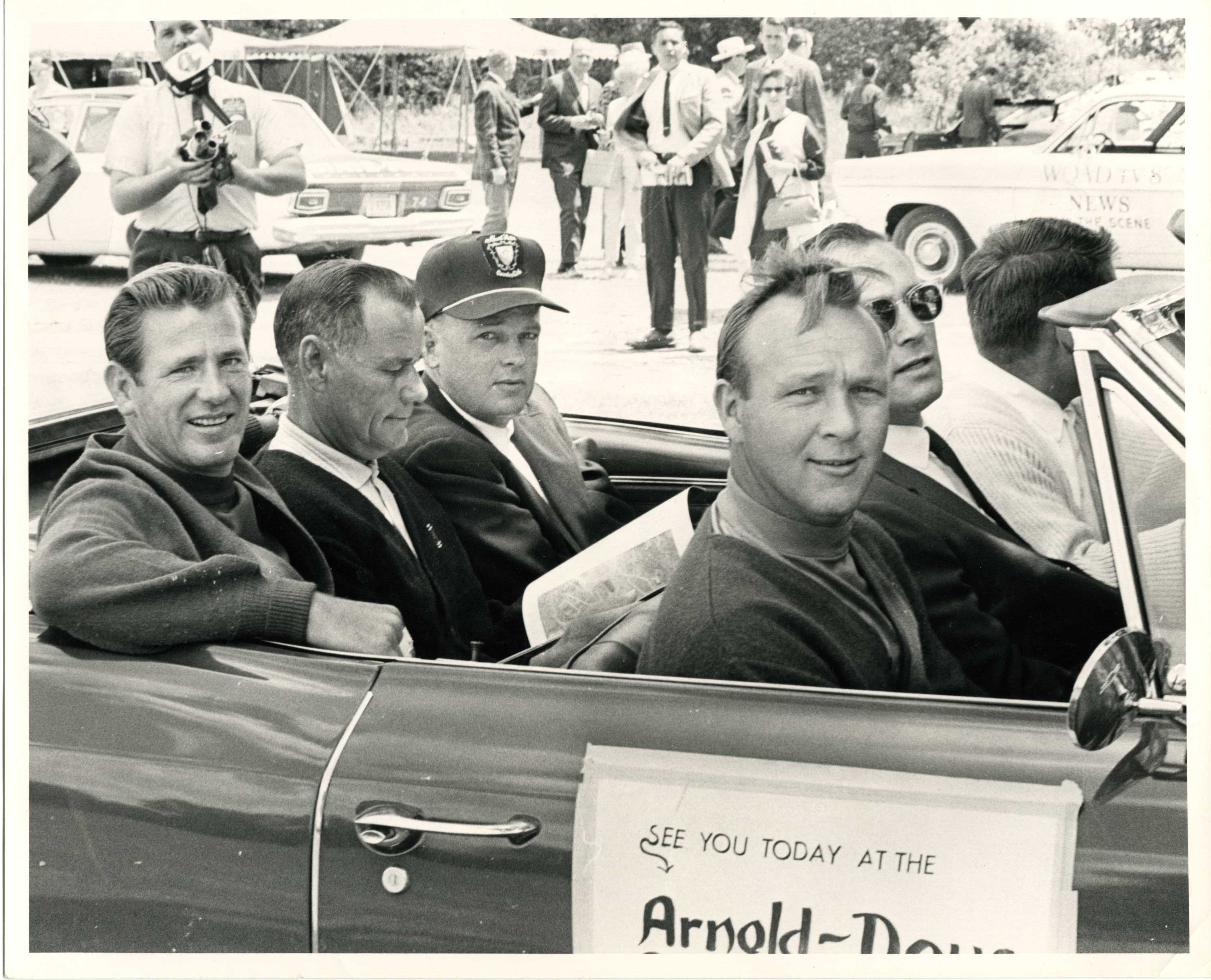
Gary Player, au premier plan à l'arrière de la voiture, devant lui se trouve Arnold Palmer.

Sa petite taille (170 cm) est compensée par sa propension de travailleur infatigable sur le plan athlétique, mental et diététique, n'hésitant pas à s'entraîner des heures durant dans les bunkers à l'instar de Ben Hogan. Sa légende voulait qu'il n'achevât son entrainement quotidien qu'après avoir réussi 100 sorties de bunker directes dans le trou ! Il se fait entraîner alors par son compatriote Norman Von Nida ; un homme d'affaires l'aide financièrement, Georges Blumberg, qui deviendra son manager avant de le confier à Mark McCormack (manager d'Arnold Palmer). En 1955, Gary Player commence sa domination tout d'abord au Royaume-Uni qu'il considère comme la Mecque du golf et du fait que l'Afrique du Sud est dans la zone d'influence du Royal and Ancient Golf Club of St Andrews. Il y poursuit donc son apprentissage, terminant notamment 4e de l'Open britannique en 1956 puis 24e en 1957.
En 1958, il débarque enfin aux États-Unis, rate le cut au Masters remporté par Arnold Palmer que Player veut détrôner. Alors que les critiques tombent sur lui, il termine second de l'Open américain quelques semaines plus tard derrière Tommy Bolt (Palmer 23e) et fait taire ces critiques. En 1959, il remporte son premier Open britannique sur le parcours de Muirfield, ce tournoi n'est alors pas considéré comme le tournoi majeur aux yeux des Américains, mais devant ce succès, Arnold Palmer décide en 1960 d'y participer et lui donne alors l'aura qu'il possède aujourd'hui. En 1960, Player poursuit ses tournois aux États-Unis puis devient en 1961 le premier vainqueur étranger du Masters et de la money list. Le public découvre alors ce nouveau champion, intrigué aussi par le fait qu'il ne soit même pas britannique mais sud-africain. Il devance à l'occasion de ce Masters d'un coup Palmer (ainsi que Charles Coe) dans un final tragique pour ce dernier puisqu'il termine sur le 72e trou par un double-boggey 6 tandis que Player l'avait achevé sur un par 4, alors que tous deux étaient tombés dans le même bunker ; c'est de là que Player s'affirmera comme l'un des meilleurs joueurs au monde dans les bunkers.
Arnold Palmer remportera par la suite l'Open britannique en 1961 et 1962 et prendra sa revanche au Masters de 1962, mais après une nouvelle victoire au Masters en 1964, il ne parviendra plus à remporter de majeur malgré de nombreuses places d'honneur. À partir de là, Gary Player affrontera plus souvent le nouveau venu Jack Nicklaus que Palmer mais cela n'empêche pas la presse de surnommer ce trio "The Big Three".
Dans sa quête pour devenir le meilleur golfeur du monde (il n'existait pas de classement mondial à cette époque), Player en 1962, après sa seconde place au Masters derrière Palmer, remporte le Championnat de la PGA ; il le remportera de nouveau en 1972 ainsi que l'Open américain en 1965, réussissant le Chelem (remporter les quatre tournois majeurs dans sa carrière). Il bat au cours des années 1970 les records de longévité en s'imposant à l'Open britannique en 1974 et au Masters en 1974 et 1978 (ce dernier à plus de 40 ans). À ce Masters 1978, il réussit une carte de 64 le dernier jour lui permettant de combler son retard de sept coups sur le leader. Il s'agit du dernier majeur qu'il remporte (en 1979 il termina second de l'Open américain derrière Hale Irwin tout comme du Championnat de la PGA en 1974 derrière Lee Trevino). Son surnom "The Black Knight" lui vient du début de sa carrière, alors qu'il portait toujours du noir pour des raisons économiques ; il continuera ensuite par superstition.
Tout au long de sa carrière, Player a parcouru le monde, remportant des tournois dans de nombreux pays : Open australien (sept fois entre 1958 et 1974), Trophée Lancôme (en 1975), Open sud-africain (treize fois entre 1956 et 1983), Volvo World Match Play Championship (5 fois entre 1965 et 1974).
En 1985 à 50 ans, il s'inscrit au Champions Tour (tournoi senior de golf professionnel masculin) ; il y continue sa moisson de victoires dont notamment six tournois majeurs (Open américain senior en 1987 et 1988, le Championnat de la PGA senior en 1986 et 1988 et le Championnat Players senior en 1987). Il remportera également trois fois l'Open britannique senior (non-inscrit au Champions Tour) en 1988, 1990 et 1997. Par ailleurs, en tant qu'ancien vainqueur du Masters, il participe chaque année à ce tournoi (il a disputé en 2009 son 52e et dernier tournoi).

### Architecte de golf
Gary Player a commencé à dessiner des golfs dès le début des années 1980. Gary Player et son équipe ont ainsi réalisé plus de 300 projets dans 35 pays des 5 continents.
La majorité de ses projets ont été réalisés aux États-Unis et en Afrique du Sud.
En ce qui concerne l'Europe, on ne dénombre que 5 golfs en Espagne (Gran Hotel Bahia Del Duque, La Reserva de Sotogrande, Almerimar Resort, Club Zaudin Golf et El Paraiso Golf Club), pour 4 golfs en Italie (Donnafugata Resort, Is Molas, Manzano Golf Resort et Palazzo Arzaga Golf Resort), 2 golfs en France (Château de Taulane et golf de Gassin) et un seul en Belgique (Five Nations Golf Club).
Le Canada ne fut pas mieux servi avec un seul golf également (Wildstone).
Par contre, Gary Player est très actif dans les pays émergents comme la Chine (10 golfs), l'Indonésie (6 golfs), le Maroc (4 golfs) et la Bulgarie (3 golfs).

## Palmarès

### Ses neuf victoires en tournois majeurs
| Année | Tournoi               | Score           | Marge    | Finaliste (second)                    |
| 1959  | Open britannique      | 284=75-71-70-68 | 2 coups  | Fred Bullock/ Flory Van Donck         |
| 1961  | Masters               | 280=69-68-69-74 | 1 coup   | Charles Coe/ Arnold Palmer            |
| 1962  | Championnat de la PGA | 278=72-67-69-70 | 1 coup   | Bob Goalby                            |
| 1965  | Open américain        | 282=70-70-71-71 | play-off | Kel Nagle                             |
| 1968  | Open britannique      | 289=74-71-71-73 | 2 coups  | Bob Charles/ Jack Nicklaus            |
| 1972  | Championnat de la PGA | 281=71-71-67-72 | 2 coups  | Tommy Aaron/ Jim Jamieson             |
| 1974  | Masters               | 278=71-71-66-70 | 2 coups  | Dave Stockton/ Tom Weiskopf           |
| 1974  | Open britannique      | 282=69-68-75-70 | 4 coups  | Peter Oosterhuis                      |
| 1978  | Masters               | 277=72-72-69-64 | 1 coup   | Rod Funseth/ Hubert Green/ Tom Watson |

Il reçoit l'Ordre de l'Ikhamanga, échelon or, en 2003.